# Siwy Zwornik

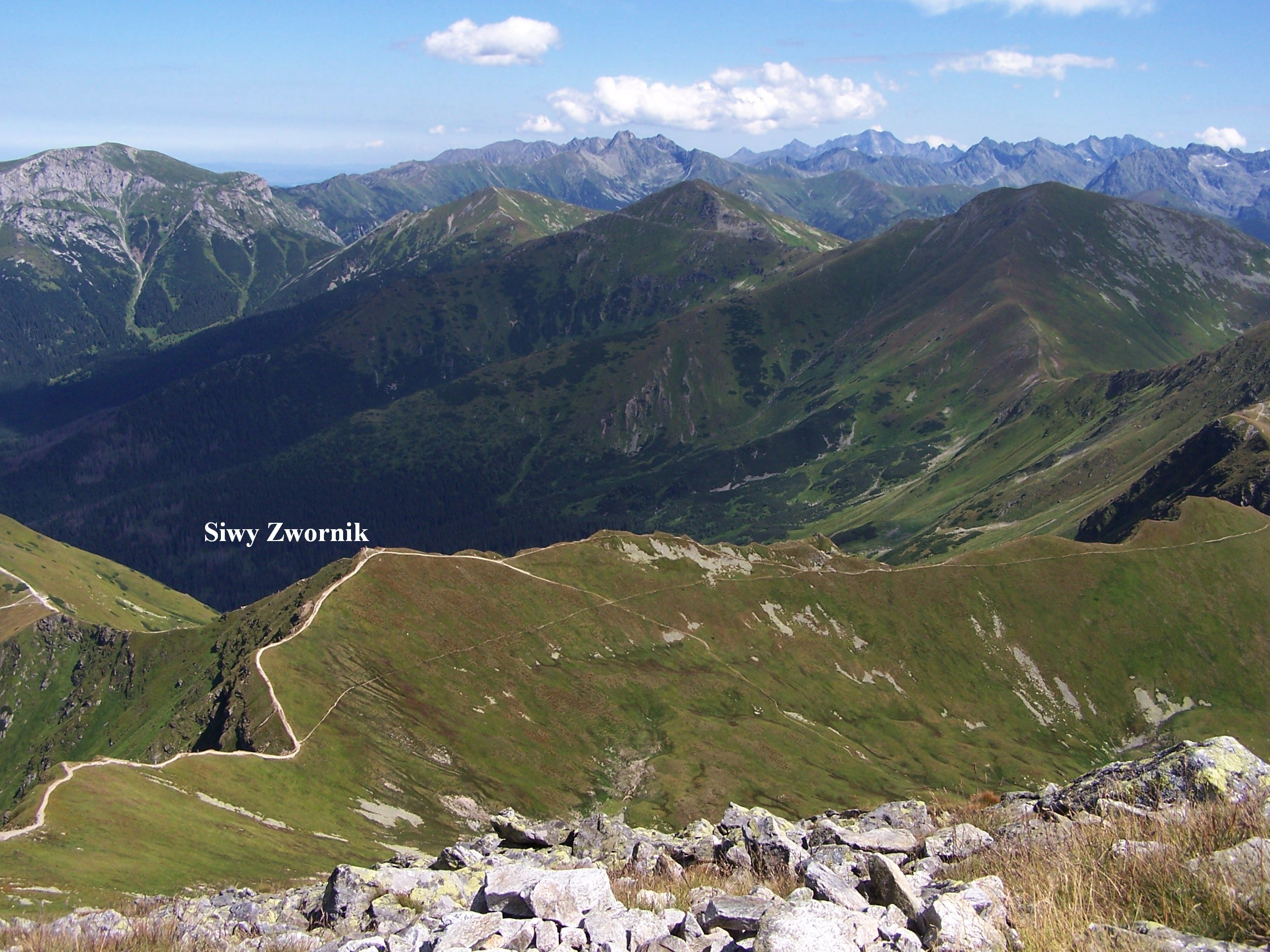
Vom Ornak

Die Siwy Zwornik ist ein Berg an der polnisch-slowakischen Grenze in der Westtatra mit 1965 Metern Höhe. 

## Lage und Umgebung
Die Staatsgrenze verläuft über den Hauptgrat der Tatra, auf dem sich die Siwy Zwornik befindet. Nördlich des Gipfels liegen das Tal Dolina Chochołowska, konkret ihr Hängetal Dolina Starorobociańska, sowie das Tal Dolina Kościeliska, konkret ihr Hängetal Dolina Pyszniańska.

## Tourismus
Die Siwy Zwornik ist bei Wanderern beliebt. 

### Routen zum Gipfel
Der Wanderweg auf die Siwy Zwornik führt entlang des Hauptkamms der Tatra und der polnisch-slowakischen Grenze.
- ▬ Ein rot markierter Wanderweg führt vom Wołowiec  über den Gipfel zum Bergpass Liliowy Karb.
- ▬ Ein grün markierter Wanderweg führt von dem Bergpass Iwaniacka Przełęcz über den Ornak auf den Gipfel

Als Ausgangspunkt für eine Besteigung aus den Tälern eignen sich die Ornak-Hütte und die Chochołowska-Hütte.

## Belege
- Zofia Radwańska-Paryska, Witold Henryk Paryski, Wielka encyklopedia tatrzańska, Poronin, Wyd. Górskie, 2004, ISBN 83-7104-009-1.
- Tatry Wysokie słowackie i polskie. Mapa turystyczna 1:25.000, Warszawa, 2005/06, Polkart, ISBN 83-87873-26-8.